# Біллі Кокс
Біллі Кокс (англ. Billy Cox; 18 жовтня 1941) — американський бас-гітарист, відомий насамперед роботою з Джиммі Хендріксом.

## Біографія
Народився в місті Віллінг, Західна Вірджинія. На початку 1960-го Біллі Кокс познайомився в армії з Джиммі Хендріксом. В армії вони грали в групі, яка називалася King Kasuals. Після демобілізації виступали в різних клубах в Нешвіллі, де грали чорні музиканти в стилі ритм-енд-блюз.
Коли в 1966 році Хендрікс відправився в Англію і створив знамените тріо The Jimi Hendrix Experience, Хендрікс хотів спочатку залучити в свою групу саме Біллі Кокса, але той відмовився, віддавши перевагу грати в місцевих негритянських ансамблях.
Однак у 1969 році Биллі Кокс був запрошений Хендріксом на рок фестиваль у Вудстоку (група отримала назву Gypsy Sun and Rainbows), а в грудні 1969 вони створюють нову групу Band of Gypsys, яка грає в стилі джаз-ф'южн і психоделічний блюз-рок.
На початку 1970-го група розпалася, і Хендрікс задумав нову групу The Cry Of Love, разом з Біллі Коксом і Мітч Мітчеллом. Вони записали разом однойменний альбом, який був випущений на початку 1971, але смерть Хендрікса, обірвала всі плани групи.
Після цього, в 1971 році, Біллі Кокс випустив свій сольний альбом Nitro Function. У вересні 1975 році Біллі Кокс разом з Бадді Майлзом випустили в пам'ять про Хендрікса новий альбом Crash Landing, де були зібрані записи Хендрікса, зроблені незадовго до його смерті, і були перероблені музикантами з новими додатками.
Після цього Кокс записувався досить мало. Лише в 1999 році він записується разом групою з Charlie Daniels Band, і пізніше з гітаристом Брюсом Кемероном випускають альбом Midnight Daydream, присвячений Хендріксу. У записах взяли участі Джек Брюс, Мітч Мітчелл та Бадді Майлз. Трохи пізніше Кокс разом з Мітчеллом і гітаристом Гері Серкина створюють групу на честь Хендрікса Gypsy Sun Experience.
Також Кокс працював над першим посмертним альбомом Хендрікса, який називався First Rays of the New Rising Sun, але альбом вийшов тільки в 1997 році.

## Дискографія
- Nitro Function, 1971

Buddy Miles
- Them Changes, 1970

Band of Gypsys
- Band of Gypsys, Jimi Hendrix, 1970
- Band of Gypsys 2, Jimi Hendrix, 1986
- The Band of Gypsys Return, Buddy Miles & Billy Cox, 2006

The Jimi Hendrix Experience
- Live at Berkeley, 2003
- Live at the Isle of Fehmarn, 2005

Jimi Hendrix
- The Cry of Love, 1971
- Rainbow Bridge, 1971
- Isle of Wight, 1971
- Hendrix in the West, 1972
- War Heroes, 1972
- Loose Ends, 1974
- Crash Landing, 1975
- Nine to the Universe, 1980
- The Jimi Hendrix Concerts, 1982
- Woodstock, 1994
- Blues, 1994
- Voodoo Soup, 1995
- First Rays of the New Rising Sun, 1997
- South Saturn Delta, 1997
- Live at Woodstock, 1999
- Valleys of Neptune, 2010
- West Coast Seattle Boy: The Jimi Hendrix Anthology, 2010